# Monarchia patrymonialna
Monarchia patrymonialna – najstarsza forma monarchii feudalnej, charakteryzująca się tym, że państwo stanowiło prywatną własność władcy, który był uważany za właściciela wszystkich ziem, zasobów naturalnych, pana swych poddanych oraz najwyższego sędziego. Charakterystyczna dla wczesnego średniowiecza.
Jej nazwa pochodzi od łacińskiego słowa patrimonium (ojcowizna, dziedziczny majątek). Zapoczątkowana w państwie frankijskim za panowania dynastii Merowingów, chociaż jej rozkwit przypadł na czasy dynastii Karolingów. Wyrosła na gruncie feudalnych stosunków produkcyjnych. W okresie tym panowała niemal wyłącznie gospodarka rolna.
W ustroju tym występowało pomieszanie publiczno- i prywatnoprawnych elementów władzy. Także podział urzędników na nadwornych (obsługujących dwór) i centralnych (odpowiedzialnych za sprawy państwa) nie był jasny i jednoznaczny, na ogół łączyli obie te role. Państwo i władza monarchy stanowiły ojcowiznę, przekazywaną przez władcę spadkobiercom. Ta możliwość podziału państwa analogiczna do podziału spadku jest jednym z wyznaczników monarchii patrymonialnej. Inną jej cechą było poparcie władzy monarszej przez wielkich feudałów – możnych i duchownych. System ten dopiero później przywędrował do Europy Wschodniej, gdzie wyłonienie się jej ze wspólnoty pierwotnej poprzedzone było okresem przejściowym, przedfeudalnym. 

## Monarchia patrymonialna w Polsce
W Polsce za czasów panowania Piastów obowiązywał właśnie taki ustrój państwa. Została ona wprowadzona przez Mieszka I, pierwszego władcę Polski, który w II połowie X wieku zjednoczył plemiona w państwo Polan. W początkowej fazie rozwoju państwo było niejednolite, jedyną formą więzi społecznych były więzi plemienne, dlatego Mieszko popierany przez możnych dążył do unifikacji państwa. Tak powstało silne państwo Polan o ustroju monarchii patrymonialnej.
Do połowy XII wieku większość dostojników państwowych w Polsce wywodziło się z sześciu najznakomitszych rodów: Awdańców, Gryfitów, Łabędziów, Odrowążów, Pałuków i Toporczyków. Mieli oni również decydujący głos w sprawie wyboru władcy. Wszelkie niezgodności, pojawiające się podczas wyboru przyszłego władcy, prowadziły do wojen domowych.
Najdłuższym okresem wojen wewnątrz kraju był okres rozbicia dzielnicowego, kiedy Bolesław Krzywousty podzielił kraj pomiędzy czterech synów. Wszystkie te czynniki wpływały negatywnie na rozwój państwa, które zamiast zabezpieczać się przed atakami z zewnątrz, osłabiało się od środka.
W wyniku dalszych podziałów dynastycznych, liczba dzielnic w Królestwie Polskim rosła. Pierwsze próby zjednoczenia państwa podjęli władcy Śląska – Henryk I Brodaty i Henryk II Pobożny. Działania te zostały przerwane przez najazd mongolski w 1241 roku. U schyłku XIII wieku kolejnej próby zjednoczenia państwa podjęli się Henryk IV Probus i Przemysł II koronowany w 1295 roku. Jednakże dopiero Władysławowi Łokietkowi przy współpracy z przedstawicielami poszczególnych stanów udało się na przełomie XIII i XIV wieku zjednoczyć znaczną część państwa i koronować się 20 stycznia 1320 na Wawelu. Koronację Władysława Łokietka uznaje się za koniec monarchii patrymonialnej i początek monarchii stanowej w Polsce.